# إلدون ديفيس
إلدون ديفيس (بالإنجليزية: Eldon Davis) هو مهندس معماري أمريكي، ولد في 2 فبراير 1917 في أناكورتس في الولايات المتحدة، وتوفي في 22 أبريل 2011 في West Hills, Los Angeles ‏ في الولايات المتحدة.